# Ulrica Arfvidsson

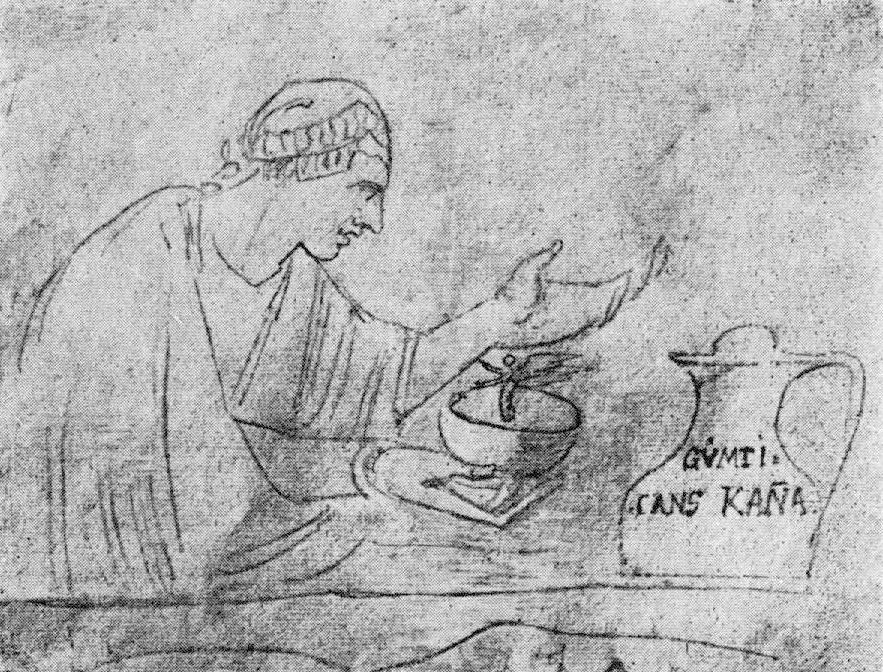
Ulrica Arfvidsson

Anna Ulrica Arfvidsson (geborene Lindberg, * 1734 in Stockholm; † 1801 ebenda) verdiente ihren Unterhalt als Wahrsagerin und Okkultistin in Stockholm zur Zeit vom schwedischen König Gustav III (1746–1792). In der Literatur, in Memoiren und in Tagebüchern, ist sie als Mamsell Arfvidsson bekannt. Sie „weissagte“ hauptsächlich durch das Lesen aus dem Kaffeesatz und wurde auch als „Kaffepytissan“ bezeichnet.
Die historische Ulrica Arvfidsson ist das Vorbild für verschiedene Romanfiguren sowie für die Partie der Ulrica in Giuseppe Verdis Oper Un ballo in maschera (Ein Maskenball) von 1859.

## Leben

### Familiärer Hintergrund
Ulrica Arfvidsson war die Tochter des Hausmeisters der Generalförrådskassan Erik Lindberg und der Anna Catherine Burgin (gest. 1771). Ihre Mutter heiratete am 17. Mai 1740 den Hofkoch Arfvid Arfvidsson (gest. 1767), dessen Nachnamen auch die Tochter annahm: Von 1760 an steht sie unter dem Namen ihres Stiefvaters im Einwohnerverzeichnis. In der Memoirenliteratur wird des Öfteren von einem Neffen, Anders Warnborg, berichtet, aber tatsächlich hatte Ulrica Arfvidsson keine Geschwister. Ihre Mutter hatte auch keine Kinder aus zweiter Ehe. Ihr Stiefvater hatte lediglich einen Sohn, Axel, aus seiner ersten Ehe mit Annicka Lindgren.
Über ihre Jugend ist nur wenig bekannt, aber sie soll in einem Umfeld mit Kontakt zu Mächtigen aufgewachsen sein, wo sie viele Dinge erfuhr, an denen die Menschen außerhalb des Hofes interessiert waren. Vielleicht inspirierte sie das zu ihrer Berufswahl. Sie scheint eine gute Erziehung genossen zu haben und stammte aus wohlhabendem Elternhaus. Das Erbe, das sie beim Tod der Mutter erhielt, belief sich zusammen mit dem Erbe ihres Vaters auf 4.000 Kupfertaler.

### Berufliche Laufbahn
Wann sie ihre Karriere als Hellseherin begann, ist unbekannt. Einer Überlieferung zufolge empfing sie ihre Klienten anfangs in einer Hütte im Humlegården oder im Bellevuepark. Tatsächlich jedoch hatte sie ihre Praxis in einer diskreten Gasse bei der Lästmakargatan im Arme-Leute-Viertel Norrmalm. Im Jahr 1774 ist sie als Bewohnerin des Hauses Nr. 35 im Jericho-Block belegt. Von da an scheint sie sich als Hellseherin etabliert zu haben. Im Jahr 1780 wurden auf ihre Einkünfte als Wahrsagerin in Stockholm Steuern erhoben, was einen  gewissen beruflichen Erfolg nahelegt. Seit dieser Zeit ist sie aktenkundig. Von 1786 an wohnte sie im Haus Nr. 24 im Dürre-Block an der Johannes Östra Kyrkogata (heute Johannesgatan) und ab 1788 im Haus Nr. 23 im selben Block.
Arfvidssons Praxis scheint mit Ausnahme eines Vorhangs vor einer Ecke des Raumes nicht besonders dekoriert gewesen zu sein. Hinter den Vorhang soll sie sich während der Sitzungen des Öfteren zurückgezogen haben. Ihren Klienten war es verboten, hinter den Vorhang zu gehen, und es entstand der Eindruck, dass sich dahinter irgendeine Art von magischer Kraftquelle verbarg.
Ulrica Arfvidsson hatte zwei Assistentinnen. Eine war Maja Persdotter, die bereits im Elternhaus ihre Magd gewesen war. Die zweite ist wechselnd unter den Namen Adrophia, Adotia und Adrecka Dordi bekannt und stand spätestens ab 1775 bis zu ihrem Tod am 30. Januar 1800 in Arfvidssons Diensten. Sie soll afrikanischer Herkunft gewesen und als exotisch wahrgenommen worden sein. Auf ihrem Totenschein steht, dass sie Adrottja hieß und aus Marokko stammte: „Magd aus Marokko, Türkin, hier getauft, aus Deutschland gekommen, 75 Jahre alt, gestorben an Wassersucht, auf dem Johannes-Friedhof am 3. Februar von Meister Lüdecke bestattet“. Es gibt keine Informationen zu ihrem früheren Leben, aber man nimmt an, dass sie eine ehemalige Sklavin war.
Arfvidsson wurde schnell zu einer bekannten Figur in Stockholm, und zu ihrer Zeit kamen Okkultisten in Mode. Da neben ihr selbst auch viele andere Berufswahrsagerinnen Kaffee zum Wahrsagen verwendeten, wurden sie als „Kaffeegöttinnen“ bezeichnet. Arfvidsson jedoch war die bekannteste und berühmteste von ihnen. Sie hatte Kunden aus allen sozialen Schichten und wird in vielen zeitgenössischen Tagebucheinträgen erwähnt. Sie legte auch die Karten, aber ihre Spezialität war das Kaffeesatzlesen, die Kaffeedomantie. Sie verfügte über ein dichtes Netz von Informanten, das sich über die ganze Stadt erstreckte, von privaten Haushalten bis hin zum Königshof. Das könnte zu ihrem Ruf beigetragen haben, noch niemals falsch vorhergesagt zu haben. Ihr Geschäft wird als sehr erfolgreich beschrieben. Unter den Kunden, die Rat von ihr einholten, war Herzog Karl, der spätere König Karl XIII, was zu dem Gerücht führte, sie habe politischen Einfluss. König Gustav III soll sie während des Russisch-Schwedischen Krieges (1788–1790) konsultiert haben. In ihren letzten Berufsjahren scheint ihr Erfolg als Seherin abgenommen zu haben, da sie sich und ihre Assistentin im Jahr 1800 als verarmt bezeichnete.
Wie es in den 1800er Jahren in Stockholm üblich war, soll Arfvidsson auch Lehrlinge gehabt haben. Unter ihnen war Madame Rude, wie Hanna Löfberg erwähnt, und die professionelle Wahrsagerin Ulrika Lundberg, die in ihrer Praxis in der Prästgatan aus Kaffeesatz und Karten las. Von letzterer heißt es, sie habe 1822 dem Hofmarschall Baron Nauckhoff seine Karriere korrekt vorhergesagt, als seine Frau Johanna Wilhelmina Coster sie inkognito aufsuchte.

### Prophezeiungen
Ulrica Arfvidsson wurde von Gustav III. konsultiert, der sie in Verkleidung aufsuchte. Bei dieser Sitzung soll sie Gustav vor einem Mann mit Schwert, den er am selben Abend treffen werde, gewarnt haben: Dieser Mann plane, ihm das Leben zu nehmen. Gustav war alarmiert, weil sich schon so viele andere ihrer Vorhersagen als zutreffend erwiesen hatten. Auf dem Rückweg zum Palast soll der König mit Adolph Ribbing zusammengetroffen sein. Ribbing beteiligte sich später an der Verschwörung, die zur Ermordung Gustavs im Jahr 1792 führte.
Arfvidsson wurde auch im Zusammenhang mit der Verschwörung des Gustaf Mauritz Armfelt gegen die Vormundschaftsregierung von Gustav IV Adolf konsultiert. Drei Tage nachdem Armfelt Schweden verlassen hatte, wurde sie von Magdalena Rudenschöld aufgesucht, die ihren Besuch bei der Wahrsagerin in ihrer politischen Korrespondenz mit Armfelt erwähnte. Arfvidsson habe vorhergesagt, dass der Mann, an den Rudenschöld dachte (Armfelt), das Land im Zorn über ein Kind (den König) und einen kleinen Mann (Herzog Karl) verlassen habe, den er bald durch ein Abkommen mit einer Frau mit einer nicht-königlichen Krone auf dem Kopf (Katharina die Große) verängstigen werde. Sie sah auch voraus, dass der betreffende Mann einen Brief verlieren werde, der ihn ins Unglück stürzen sollte. Außerdem werde Rudenschöld selbst beobachtet und oft in den Briefen eines fetten Mannes (der russische Botschafter Stackelberg) an die genannte Frau mit der Krone erwähnt. Arfvidsson empfahl ihr, vorsichtig zu sein, und sagte voraus, dass Leiden auf sie warte.

## Rezeption
Ulrica Arfvidsson taucht als Figur in der Oper Gustave III. ou Le bal masqué von Eugène Scribe und Daniel Auber sowie in der Oper Un ballo in maschera von Giuseppe Verdi auf. Sie kommt auch in Romanen wie Morianen von Magnus Jacob Crusenstolpe und Lyckans Tempel von Jenny Engelke vor.